# Стемфорд-брук (станція метро)
51°29′42″ пн. ш. 0°14′45″ зх. д. / 51.495° пн. ш. 0.245833° зх. д.
Стемфорд-брук (англ. Stamford Brook) — станція лінії Дистрикт Лондонського метро. Розташована у 2-й тарифній зоні, у Чизік, боро Гаунслоу, Великий Лондон, між метростанціями Равенскорт-парк та Тернем-Грін. Пасажирообіг на 2017 рік — 2.69 млн осіб
Конструкція станції — наземна відкрита з двома острівними платформами.

## Історія
- 1. лютого 1912 — відкриття станції у складі London and South Western Railway (L&SWR) та Metropolitan District Railway (MDR)
- 3. червня 1916 — припинення трафіку L&SWR.

## Пересадки
- На автобуси London Buses маршруту 237.

## Послуги
| Попередня станція | Лінія | Лінія                           | Лінія | Наступна станція |
| ----------------- | ----- | ------------------------------- | ----- | ---------------- |
| Равенскорт-парк   |       | Лондонське метро Лінія Дистрикт |       | Тернем-Грін      |